# Stellifer chaoi
Stellifer chaoi es una especie de pez de la familia Sciaenidae.

## Morfología
Los machos pueden llegar alcanzar los 9,7 cm de longitud total.

## Distribución y hábitat
Es un pez de clima tropical y demersal que vive hasta los 20 m de profundidad.
Se encuentra en el  Atlántico occidental: Colombia (Isla Salamanca) y el Golfo de Venezuela. 